# Giovanni Bilivert
Giovanni Bilivert (le nom de famille écrit aussi Bilivelt et Bilivert ou d'autres variantes) (Florence, 25 août 1585 - Florence, 16 juillet 1644) est un peintre italien entre périodes maniériste et baroque, qui a été actif à Florence.

## Biographie
Giovanni Bilivert est le fils de Giacomo Giovanni Biliverti (né Jacob Janszoon Bijlevelt né à Delft) (1550-1603), célèbre orfèvre qui travaillait à la cour des Médicis, à Florence. Il commence son apprentissage auprès du siennois Alessandro Casolani.
Après la mort de son père en 1603, il travaille à l'atelier de Lodovico Cigoli dont il retient le goût pour la matière, les détails, les costumes luxueux et le chromatisme néo-vénitien. Il le suit à Rome d'avril 1604 à 1607 où leurs projets sont acceptés par le pape Clément VIII.
En 1609 Bilivert rejoint la guilde des peintres des Médicis, l'Académie du dessin de Florence et il est employé par Cosme II de 1611 à 1621, comme artiste de pietra dura (marqueterie de pierre). Il est également actif dans d'autres centres toscans comme Pise et Pistoia.
Après 1625, sa palette s'assombrit, avec des clairs-obscurs plus profonds qui rendent les formes fluides, dépourvues d'un contour rigoureux.
Miné par une grave maladie apparue en 1636, il continue à travailler, soutenu par le succès de son atelier où se font remarquer Bartolomeo Salvestrini, Orazio Fidani, qui fut aussi son biographe, et Agostino Melissi. Il devient aveugle sur ses vieux jours.
A Florence il influença Francesco Furini à ses débuts. Cecco Bravo, Baccio del Bianco furent de ses élèves.

## Œuvres

Joseph et Madame Putiphar par Giovanni Biliverti, 1618.

- À la Galerie Palatine du Palais Pitti, à Florence :
  - Angelica et Ruggero
  - L'Archange Raphaël refusant les présents de Tobie (1612), huile sur toile, 175 × 146 cm. Exécuté pour Filippo Ricci Comi[3].
  - Saint Isidore Agricola
  - Joseph et la femme de Putiphar ou La Chasteté de Joseph (1618-1619), huile sur toile, 240 × 300 cm. Commande du cardinal Charles de Médicis pour sa résidence florentine de Casino di san Marco[3].
  - La Sainte famille avec saint Jean
  - Sainte Catherine d'Alexandrie
  - et, peut-être : Saint Sébastien, et Apollon et Marsyas

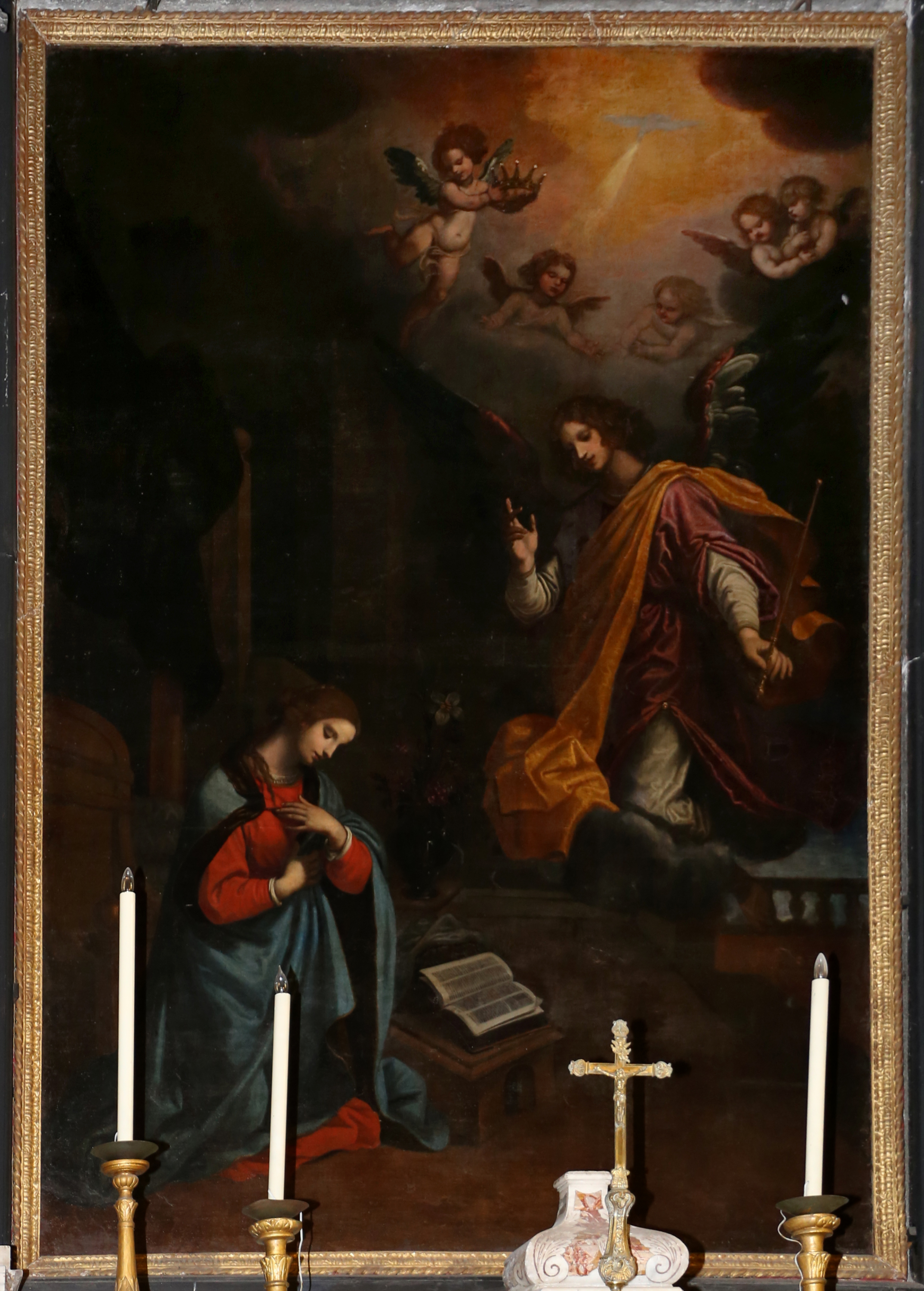
L'Annonciation, par Giovanni Biliverti, 1633, Eglise Sainte-Croix de Bastia

- L'Annonciation, par Giovanni Biliverti, 1633, Eglise Sainte-Croix de BastiaSaint Zenobius ressuscite un enfant mort (~1610-20), National Gallery, Londres
- La Tentation de Charles et Ubalde (1629-1630), cuivre, 37 × 28 cm, musée du Louvre, Paris[4]
- Agar dans le désert, musée de l'Ermitage, Saint-Pétersbourg

- Le Christ et la Samaritaine, Palais du Belvédère (Vienne)
- Sainte Hélène, retable pour l’autel de la chapelle Bellacci dans l’basilique Santa Croce de Florence
- Retable à l'Oratorio della veneranda confraternita della Santa Croce de Bastia qui porte l'inscription : GIO(vanni) BILIVERT INV(enit) PIN(xit) 1633
- Saint Roch, Saint Sébastien, Saint Martin de Tours et Sainte Catherine d'Alexandrie aux pieds de la Vierge à l'Enfant (1626), huile sur toile, 400 x 234 cm, dans l'oratoire Saint-Roch de Bastia, qui porte, peinte sur le revers de la guêtre gauche du saint, l'inscription : GIO. BILIVERT F(ecit). 1626[5]
- L'Annociation (1633), huile sur toile, 400 x 254 cm, Église Sainte-Croix de Bastia
- Echo épiant Narcisse, sanguine de 27,8 cm × 19,7 cm, au département des Arts graphiques du musée du Louvre[6],
- Angelica et Ruggero, musée des beaux-arts de Dijon.
- Sept esquisses pour sainte Agathe soignée par saint Pierre, plume et encre brune, H. 0,206 ; L. 0,145 m, Beaux-Arts de Paris[7]. Ce dessin est à rapprocher du tableau du même titre exécuté vers 1640 et conservé en collection particulière à Florence. La rapidité d'exécution des esquisses, les nombreux repentirs et l'évolution progressive des scènes laissent supposer qu'il s'agit des premières pensées en vue de la composition peinte[8].

## Crédit d'auteurs
- (en) Cet article est partiellement ou en totalité issu de l’article de Wikipédia en anglais intitulé « Giovanni Biliverti » (voir la liste des auteurs).